# Wajma (An Afghan Love Story)
Wajma (An Afghan Love Story) és una pel·lícula dramàtica afganesa del 2013 escrita i dirigida per Barmak Akram. La pel·lícula va ser seleccionada com a entrada afganesa per a el Oscar a la millor pel·lícula de parla no anglesa als Premis Oscar de 2013, però no va ser nominada.

## Sinopsi
La pel·lícula explica una història d'amor clandestí a Kabul entre Wajma, un estudiant de dret de 20 anys, que es conforma amb portar un mocador i viu amb força llibertat, i Mustafa, un cambrer de 25 anys. Els pares de Wajma pertanyen a la petita burgesia. Wajma està embarassada: fora del matrimoni, és un escàndol, una deshonra i un crim. Mustafà rebutja el matrimoni. El pare és cridat per resoldre el problema: colpeja durament la seva filla, amenaça de matar-la, la tanca a la foguera. Wajma li incendia, sobreviu, el seu pare li dona el passaport que li permet anar a Delhi per avortar-se. Deixa Kabul amb llàgrimes.

## Repartiment
- Wajma Bahar
- Mustafa Abdulsatar
- Haji Gul Aser
- Brehna Bahar

## Premis
- Festival de Cinema de Sundance de 2013: Premi al guió (ficció internacional)
- Festival du grain à démoudre de Gonfreville-l'Orcher 2013: premi del públic, premi aficionats al cinema joves